# كورال غيبلز (فلوريدا)
كورال غيبلز، فلوريدا:هي مدينة في مقاطعة ميامي ديد بولاية فلوريدا، جنوب غرب وسط مدينة ميامي، في الولايات المتحدة. المدينة هي موطن لجامعة ميامي.
كان عدد السكان 42249 في تعداد عام 2000. وفقا لتقديرات تعداد الولايات المتحدة في عام 2005، بلغ عدد سكانها 42871.
ويقدم كورال غابلز مباشرة من ميامي في شارع السكة الحديد دوغلاس، جامعة، ومحطات جنوب ميامي. دوغلاس الطريق، المتاخمة للقرية من ميريك بارك، ويوفر خدمة عبور إلى كورال وسط المدينة عن طريق عربة كورال، من جامعة ميامي في محطة تحمل الاسم نفسه، وعلى أجزاء من كورال والمحلات التجارية في مكان غروب الشمس في جنوب ميامي.

## توأمة
لكورال غيبلز (فلوريدا) اتفاقيات توأمة مع كل من:
- بيزا
- آكس أون بروفانس
- غرناطة
- كيتو
- إل بويرتو دي سانتا ماريا
- أنتيغوا غواتيمالا

## صور من المدينة

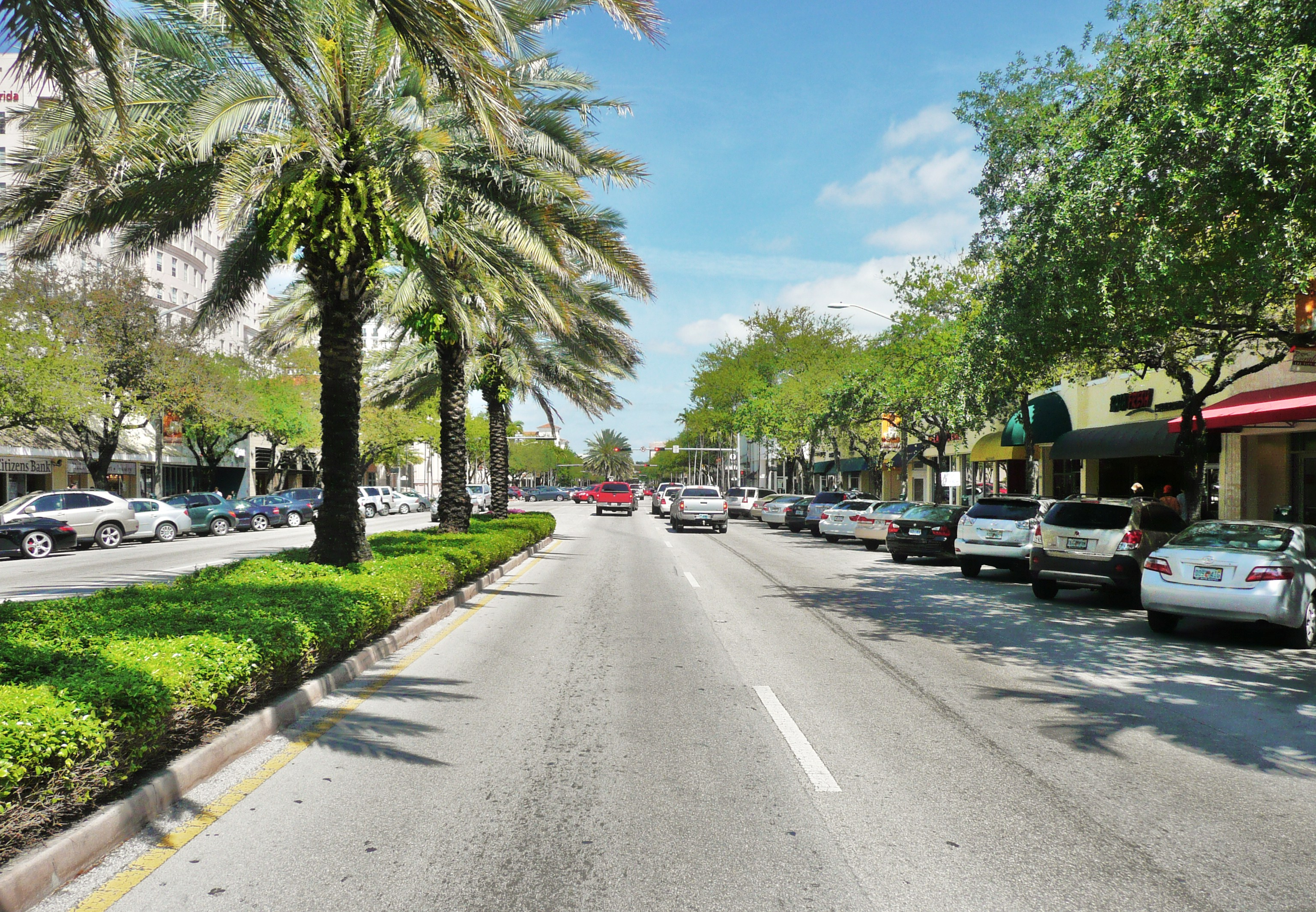
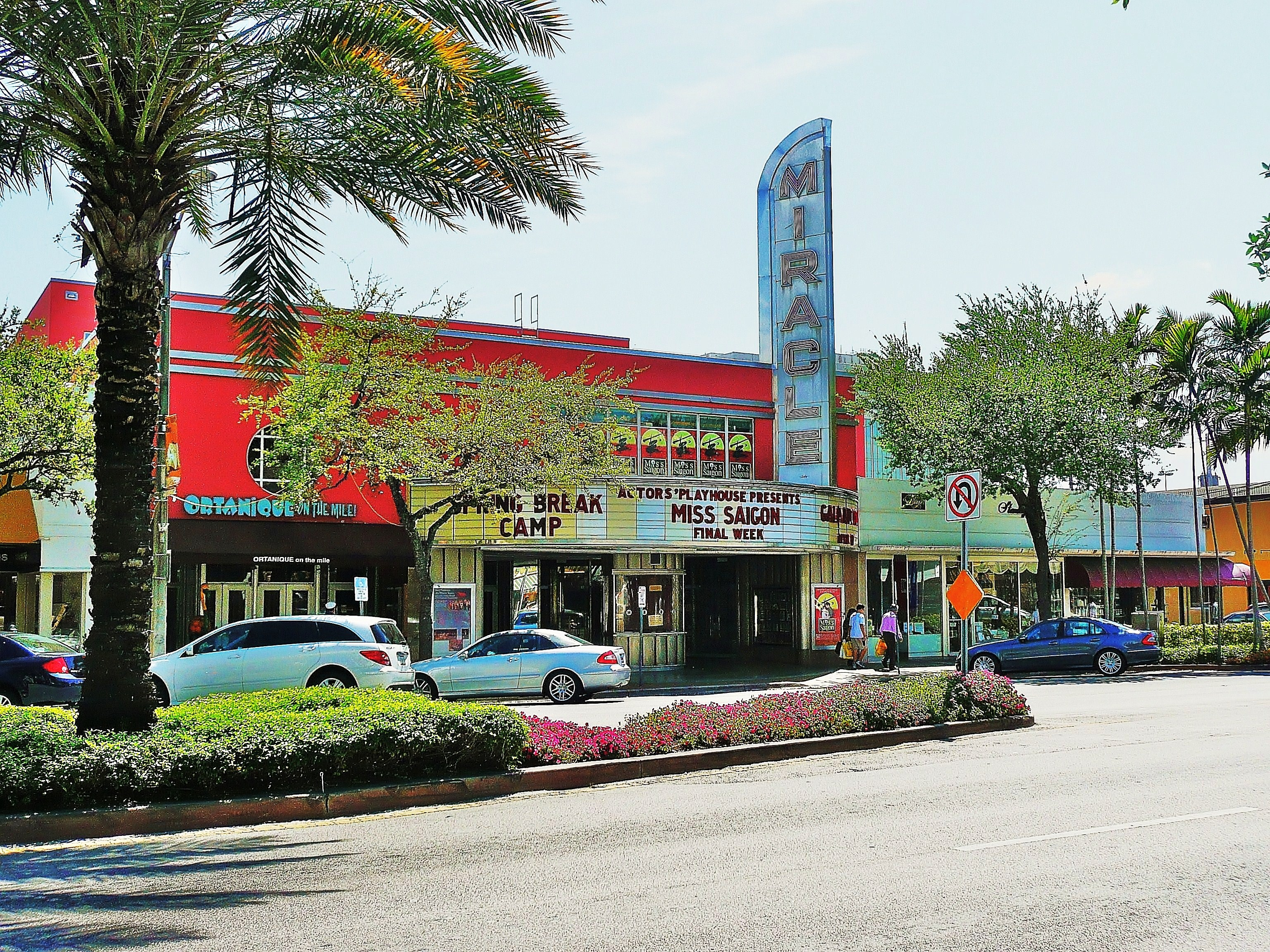
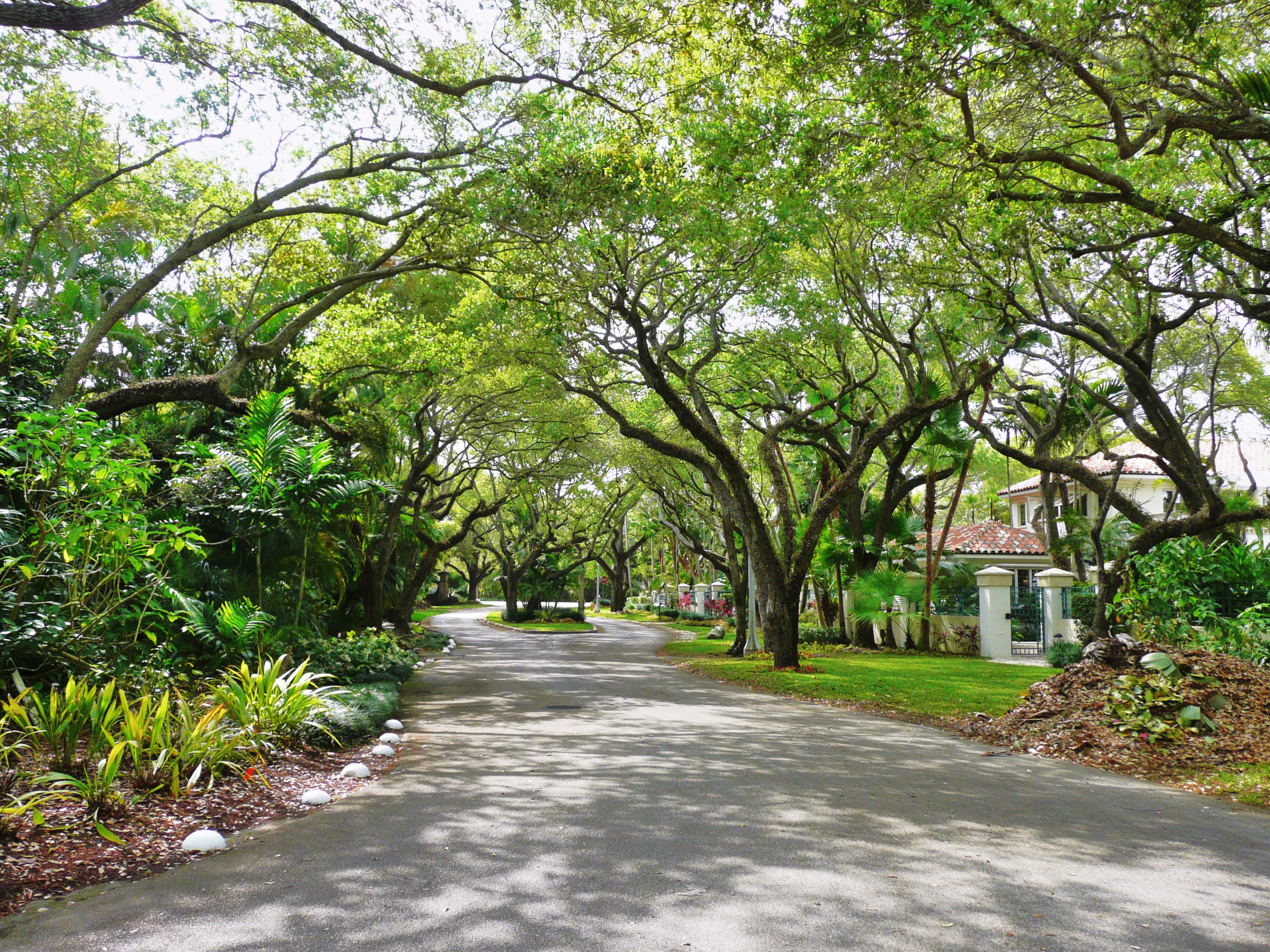
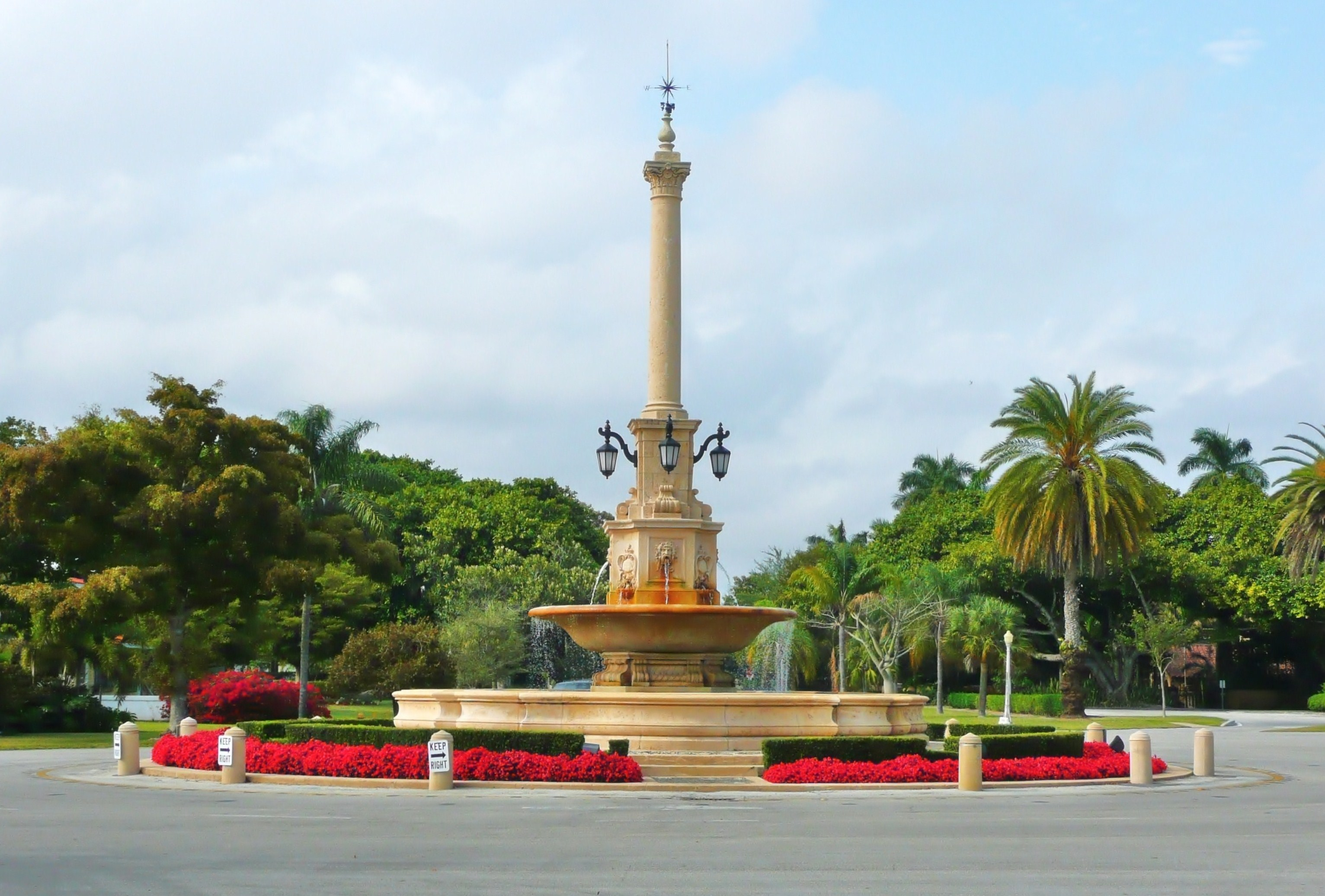
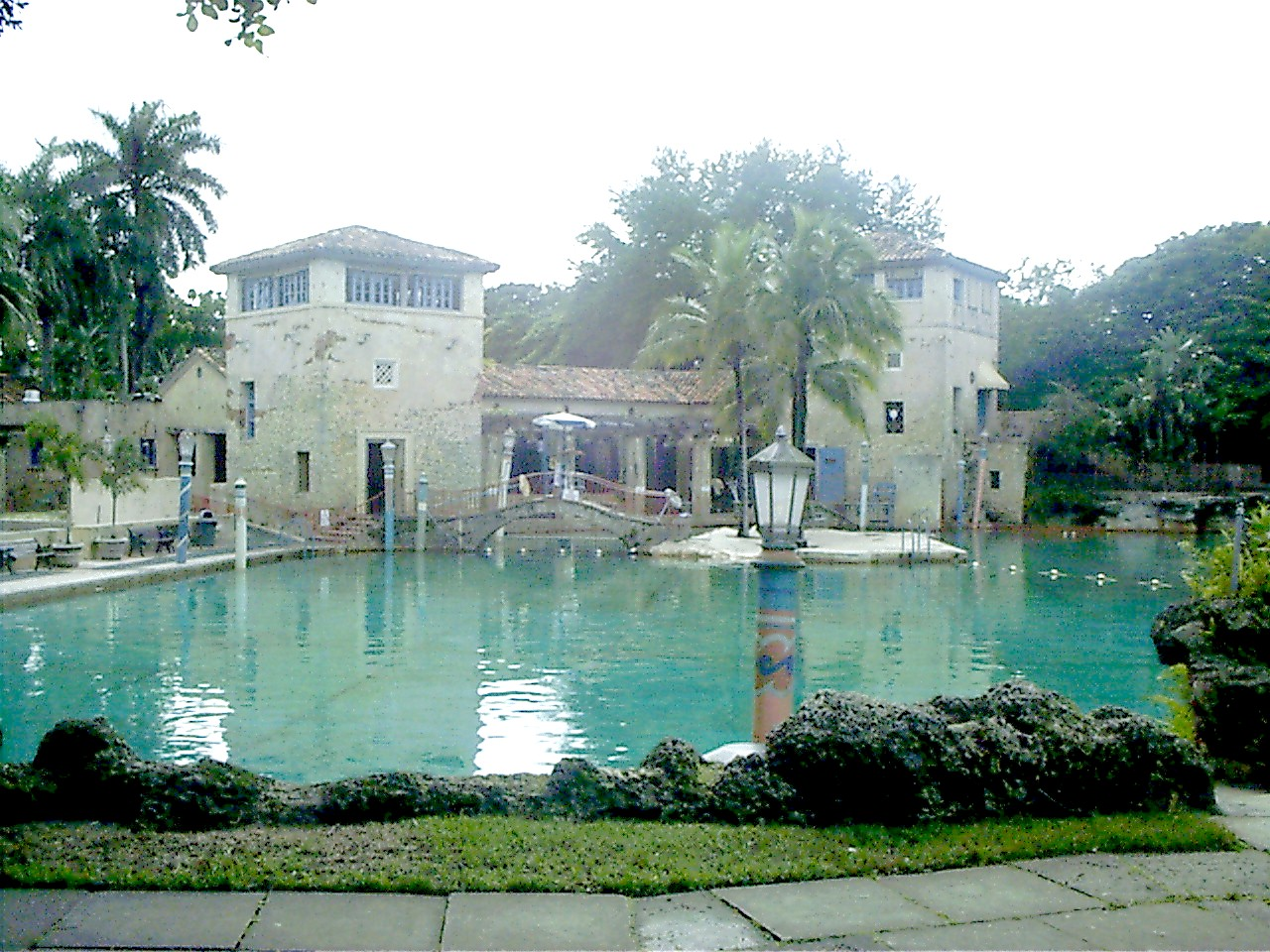
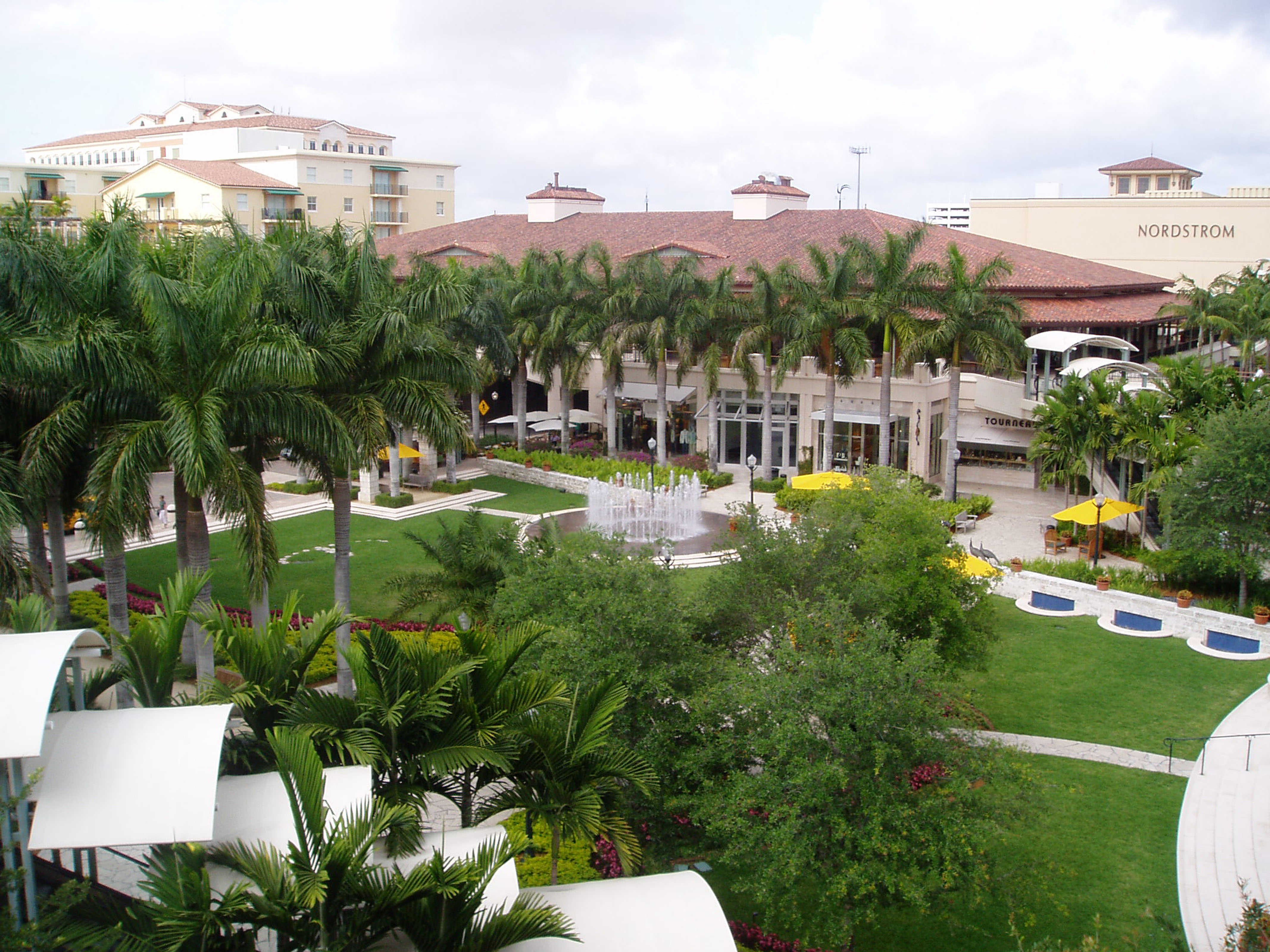
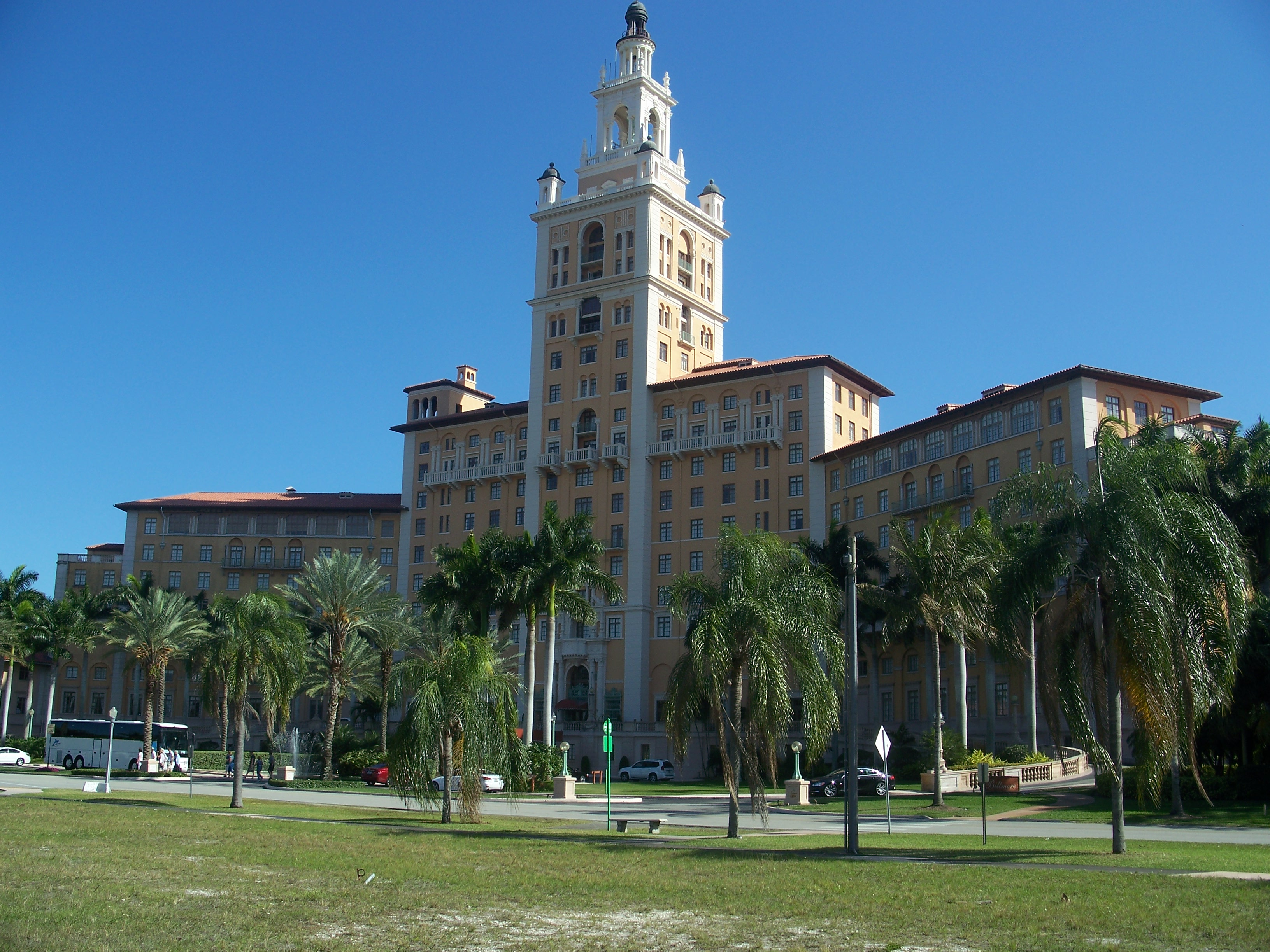
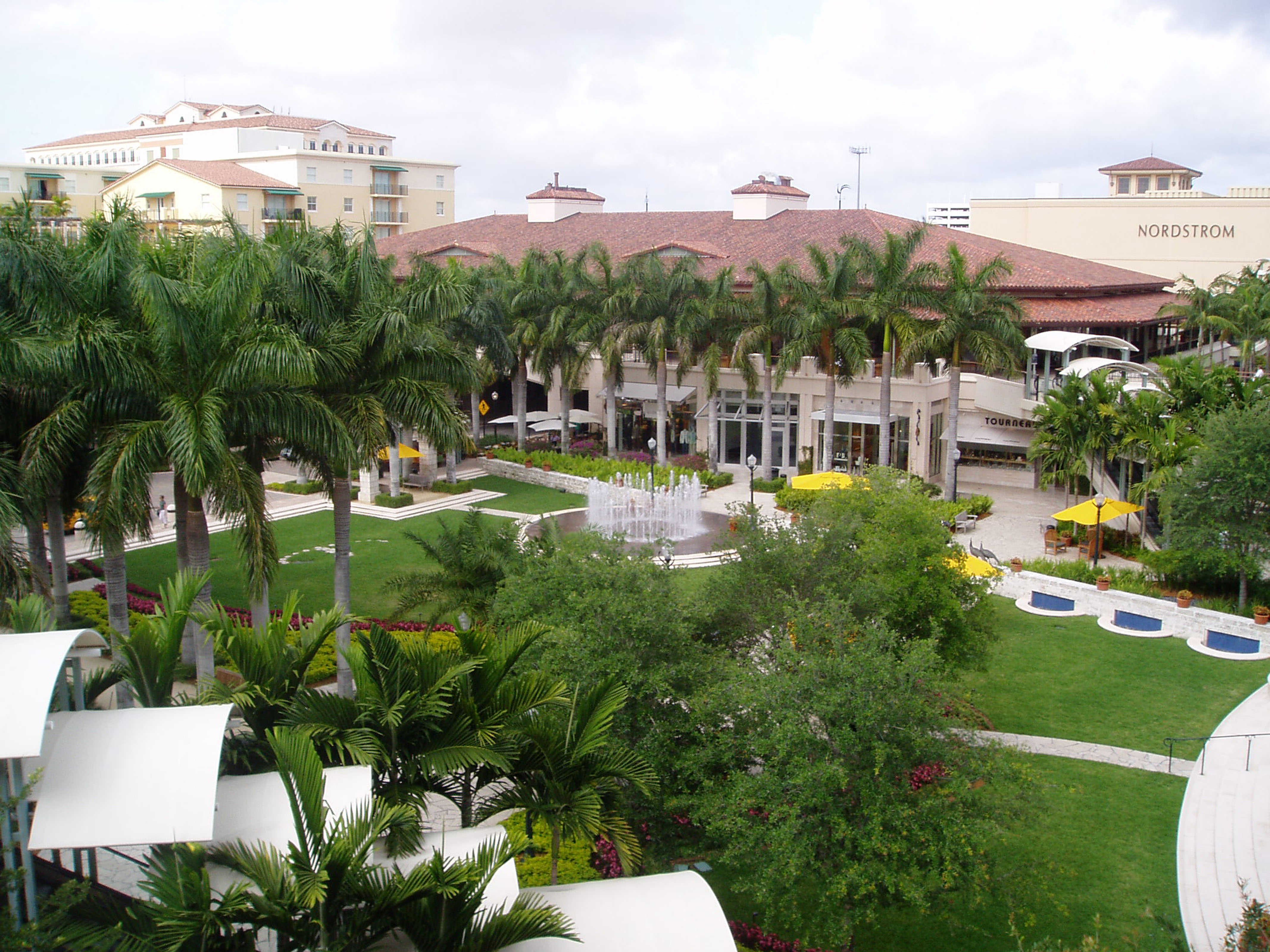
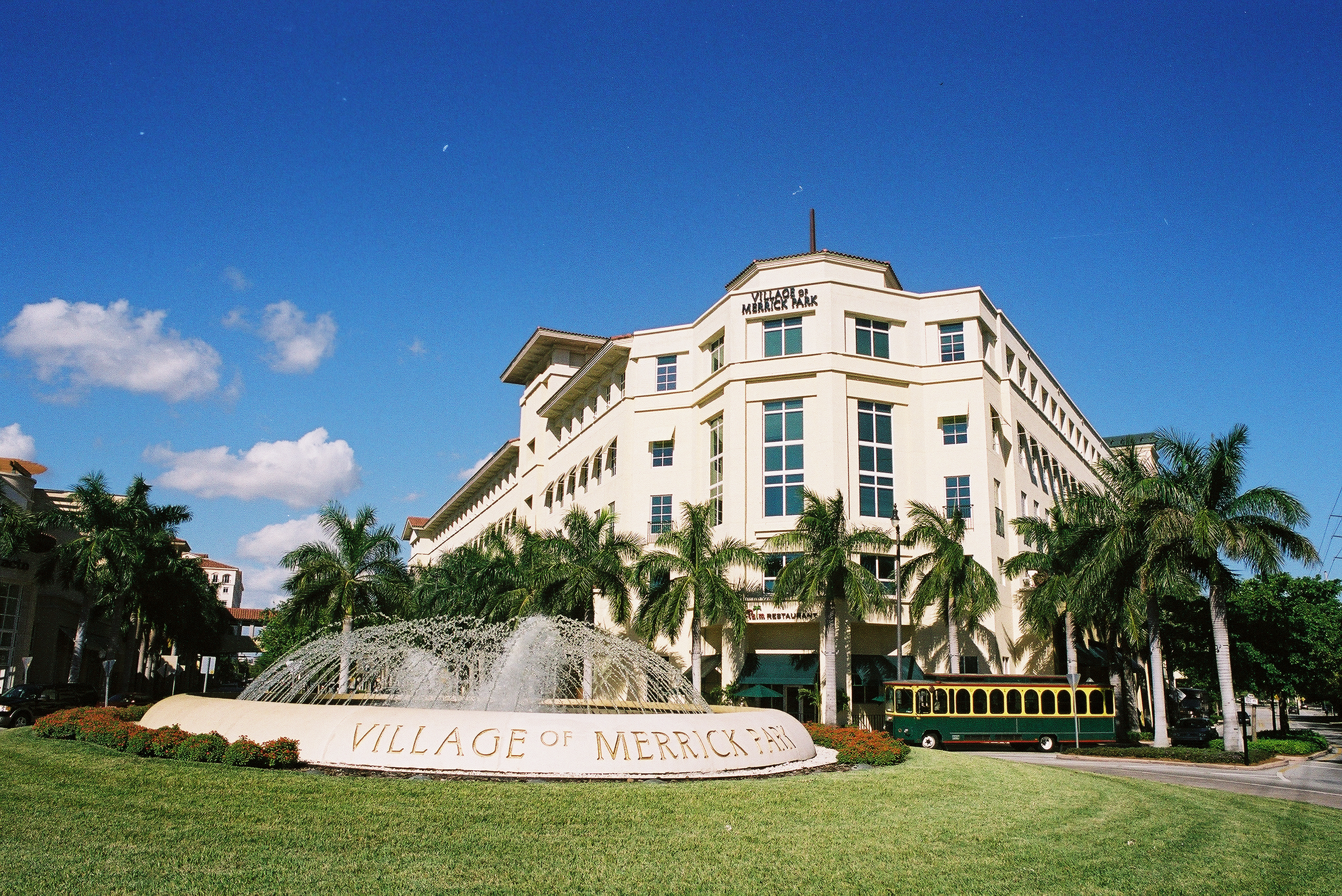
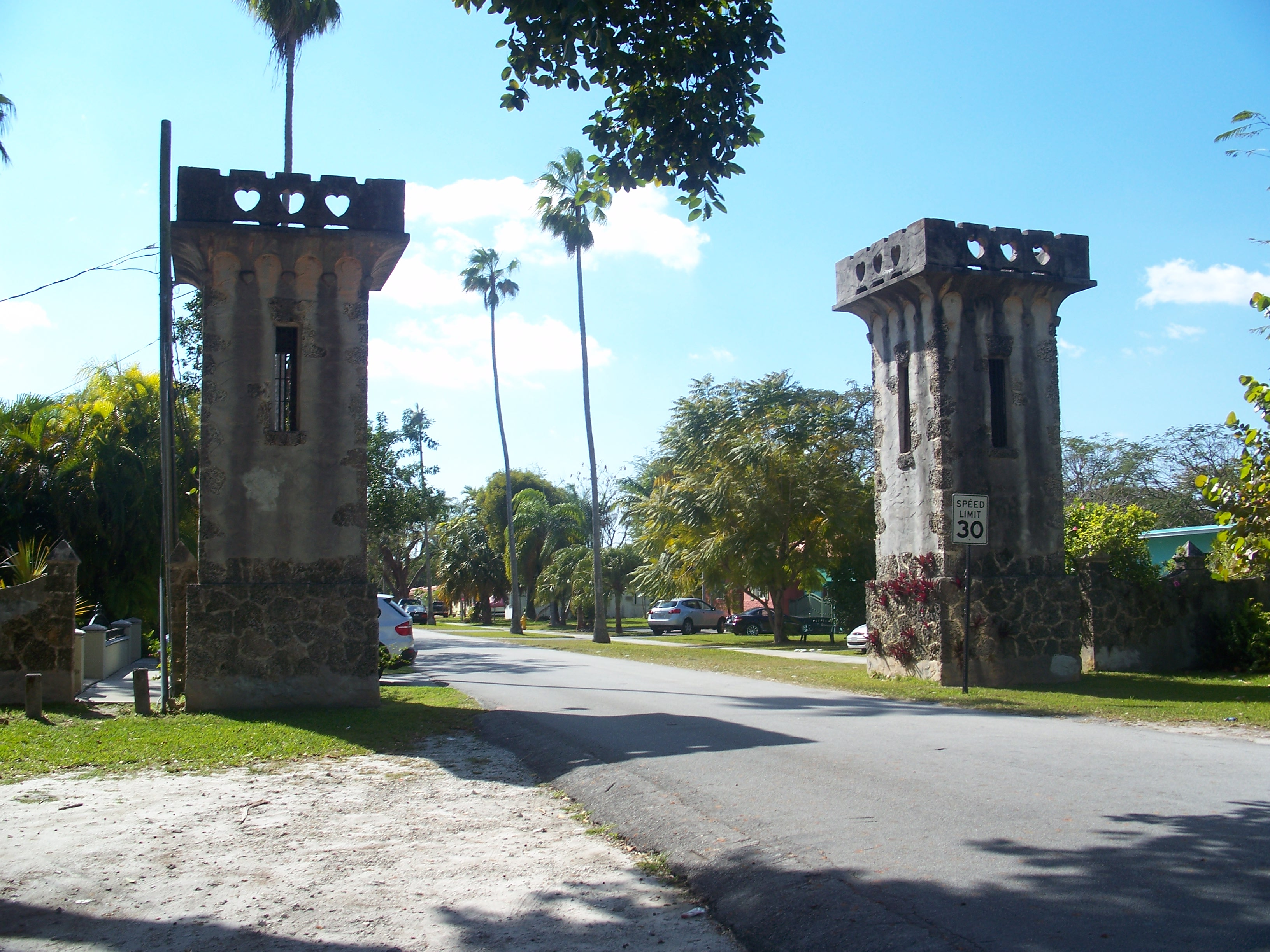

## أعلام
- ميمي روجرز
- دوريس هارت
- جوزيف مور
- لارس أونساغر
- ليزارد
- خوسيه فيرير
- بوب لازار
- إدوارد بروك
- أرنولفو آرياس
- بوب غراهام